# Camptotheca
Camptotheca é um género botânico pertencente à família Cornaceae No sistema APG é colocado na família Nyssaceae.

## Espécies
- Camptotheca acuminata Decne.
- Camptotheca lowreyana S.Y.Li